# Can't Slow Down
| Críticas profissionais                                                      | Críticas profissionais |
| Avaliações da crítica                                                       | Avaliações da crítica  |
| Fonte                                                                       | Avaliação              |
| --------------------------------------------------------------------------- | ---------------------- |
| AllMusic                                                                    | [ 1 ]                  |
| Rolling Stone                                                               | [ 2 ]                  |
| Esta tabela precisa de ser acompanhada por texto em prosa. Consulte o guia. |                        |

Can't Slow Down é um álbum de estúdio de Lionel Richie, lançado em outubro de 1983. Este álbum está na lista dos 200 álbuns definitivos no Rock and Roll Hall of Fame.

## Faixas
1. "Can't Slow Down" (David Cochrane, Richie) – 4:43
2. "All Night Long (All Night)" (Richie) – 6:25
3. "Penny Lover" (Brenda Harvey Richie, Richie) – 5:35
4. "Stuck On You" (Richie) – 3:15
5. "Love Will Find A Way" (Greg Phillinganes, Richie) – 6:16
6. "The Only One" (David Foster, Richie) – 4:24
7. "Running With The Night" (Richie, Cynthia Weil) – 6:02
8. "Hello" (Richie) – 4:11

## Presença em Trilhas Sonoras (Brasil)[4][5]
Do álbum "Can't Slow Down" duas canções integraram trilhas sonoras de novelas exibidas pela TV Globo. A primeira foi "All Night Long (All night), que foi incluída na trilha internacional de "Champagne", exibida entre 1983/1984, e escrita por Cassiano Gabus Mendes, como tema do personagem "Greg", interpretado por Cassio Gabus Mendes. Já "Stuck On You" entrou para a trilha sonora internacional da novela "Vereda Tropical", de Carlos Lombardi, exibida entre 1984/1985 como tema do casal protagonista "Silvana" e "Luca", interpretados por Lucélia Santos e Mário Gomes.